# Ujung Gele (Pegasing)
Ujung Gele is een bestuurslaag in het regentschap Aceh Tengah van de provincie Atjeh, Indonesië. Ujung Gele telt 570 inwoners (volkstelling 2010).